# (39637) 1995 EG
(39637) 1995 EG est un astéroïde de la ceinture principale découvert en 1995.

## Description
(39637) 1995 EG a été découvert le 1er mars 1995 à Ojima (Japon) par Tsuneo Niijima et Takeshi Urata.

### Caractéristiques orbitales
L'orbite de cet astéroïde est caractérisée par un demi-grand axe de 2,22 ua, un périhélie de 2,05 ua, une excentricité de 0,08 et une inclinaison de 3,010° par rapport à l'écliptique. Du fait de ces caractéristiques, à savoir un demi-grand axe compris entre 2 et 3,2 ua et un périhélie supérieur à 1,666 ua, il est classé, selon la JPL Small-Body Database, comme objet de la ceinture principale.

### Caractéristiques physiques
(39637) 1995 EG a une magnitude absolue (H) de 15,6 et un albédo estimé à 0,067.